# Yangyuan, Fujian
Yangyuan (kinesiska: 杨源) är en socken i sydöstra Kina. Den ligger i Zhenghe härad i staden Nanping i provinsen Fujian, omkring 120 kilometer norr om provinshuvudstaden Fuzhou. Antalet invånare är 11 294. Befolkningen består av 4 680 kvinnor och 6 614 män. Barn under 15 år utgör 13,0 %, vuxna 15-64 år 76 %, och äldre över 65 år 10,0 %.